# Ishan Kort
Ishan Arturo Kort (Philipsburg, 1º giugno 2000) è un calciatore olandese naturalizzato surinamese, portiere dell'Hebăr Pazardžik.

## Carriera

### Club
Cresciuto nello Zeeburgia e nel Twente, nel 2019 viene acquistato dall'Almere City che lo aggrega alla propria seconda squadra.

### Nazionale
Nato nelle Antille Olandesi, nel 2020 ottiene il via libera da parte della FIFA per rappresentare il Suriname; il 24 marzo 2021 debutta giocando l'incontro di qualificazione per i Mondiali 2022 vinto 3-0 contro le Isole Cayman. Nel 2021 viene convocato per la CONCACAF Gold Cup, competizione nella quale non scende però mai in campo.

## Statistiche

### Cronologia presenze e reti in nazionale
| Cronologia completa delle presenze e delle reti in nazionale ― Suriname | Cronologia completa delle presenze e delle reti in nazionale ― Suriname | Cronologia completa delle presenze e delle reti in nazionale ― Suriname | Cronologia completa delle presenze e delle reti in nazionale ― Suriname | Cronologia completa delle presenze e delle reti in nazionale ― Suriname | Cronologia completa delle presenze e delle reti in nazionale ― Suriname | Cronologia completa delle presenze e delle reti in nazionale ― Suriname | Cronologia completa delle presenze e delle reti in nazionale ― Suriname |
| Data                                                                    | Città                                                                   | In casa                                                                 | Risultato                                                               | Ospiti                                                                  | Competizione                                                            | Reti                                                                    | Note                                                                    |
| ----------------------------------------------------------------------- | ----------------------------------------------------------------------- | ----------------------------------------------------------------------- | ----------------------------------------------------------------------- | ----------------------------------------------------------------------- | ----------------------------------------------------------------------- | ----------------------------------------------------------------------- | ----------------------------------------------------------------------- |
| 24-3-2021                                                               | Paramaribo                                                              | Suriname                                                                | 3 – 0                                                                   | Isole Cayman                                                            | Qual. Mondiali 2022                                                     | -                                                                       | 73’                                                                     |
| Totale                                                                  |                                                                         | Presenze                                                                | 1                                                                       |                                                                         | Reti                                                                    | 0                                                                       |                                                                         |